# Завршје (Лопаре)
Завршје је насељено мјесто у општини Лопаре, Република Српска, БиХ.

## Географија
Завршје се налази на планини Мајевици. Засеоци који чине Завршје су: Тешићи, Радовановићи, Јовановићи, Ивановићи, Стојановићи, Поповићи, Обреновићи и Савићи. Од Подгоре је удаљено око 4 километра. Недалеко се налазе Столице, највиши врх Мајевице.

## Историја
Насеље је у вријеме Југославије било дио насељеног мјеста Растошница, у саставу тадашње општине Зворник. Током офанзиве Армије Републике БиХ у прољеће 1992, становници Завршја и околних села су отишли у избјеглиштво. У близини насеља се на врху Мајевице налазио репетитор који је уништен 1995. током НАТО бомбардовања Републике Српске.

## Образовање
У насељу је до 1992. постојала основна школа која је спаљена.

## Привреда
У прошлости се на подручју насеља налазило више воденица. Становништво се углавном бави пољопривредом, а највише воћарством. Највише се узгаја шљива пожегача.

## Становништво
У насељу је до 1992. живјело око 100 породица, а према подацима из 2011. у насеље се вратило 40 становника.
| Демографија- | Демографија- | Демографија- |
| Година       | Становника   | Становника   |
| ------------ | ------------ | ------------ |
| 1991.        | 0            |              |

### Презимена
Називи засеока у Завршју су уједно и презимена породица који у њима живе.
- Тешић[1]
- Радовановић[1]
- Јовановић[1]
- Ивановић[1]
- Стојановић[1]
- Поповић[1]
- Обреновић[1]
- Савић[1]